# Marek Mintál
Marek Mintál (ur. 2 września 1977 w Żylinie) – słowacki piłkarz, który występował na pozycji napastnika.
Do Niemiec przeszedł z MŠK Žilina, z którą sięgnął w sezonie 2001/2002 i 2002/2003 po mistrzostwo Słowacji. W tych latach był również królem strzelców ligi, strzelając odpowiednio 20 i 21 goli. 
Tak dobra postawa zaowocowała transferem do 1. FC Nürnberg latem 2003. Nowy klub Mintála właśnie spadł z Bundesligi, a on miał pomóc w powrocie do pierwszej klasy rozgrywkowej Niemiec. Słowak szybko stał się gwiazdą zespołu i ulubieńcem kibiców. Już w swoim pierwszym sezonie strzelił 18 goli w drugoligowych rozgrywkach zostając królem strzelców i wprowadzając klub z powrotem do Bundesligi. Pierwszy sezon Mintála w Bundeslidze okazał się jeszcze lepszy. Po raz kolejny został królem strzelcem, strzelając 24 gole i pomógł utrzymać się w pierwszej lidze ekipie z Bawarii.
W reprezentacji Słowacji zadebiutował 6 lutego 2002 w wygranym 3:2 meczu z Iranem, w którym zdobył także pierwszego gola dla drużyny narodowej i rozegrał 45 spotkań, strzelając 14 goli. W 2009 zakończył karierę reprezentacyjną.
W 2018 otrzymał Bawarski Order Zasługi.